# Lycos (frère de Nyctée)
Pour les articles homonymes, voir Lycos.
Dans la mythologie grecque, Lycos (en grec ancien Λύκος / Lúkos, « loup ») fut à deux reprises régent de la ville de Thèbes.

## Origine
Pseudo-Apollodore, dans le livre III de sa Bibliothèque, cite deux ascendances à Lycos. La plus probable est celle du premier paragraphe du chapitre 10, où il lui donne Hyriée pour père et la nymphe Clonia pour mère. L'autre, au cinquième paragraphe du chapitre 5, le dit fils de Chthonios, un des hommes semés, ce qui est contradictoire avec les événements de la jeunesse de Lycos, puisque celui-ci n'arrive à Thèbes qu'après son exil.

## Jeunesse
À la suite du meurtre de Phlégyas, roi des lapithes, Lycos et son frère Nyctée fuirent l'île d'Eubée, où ils vivaient. Ils s'établirent d'abord sur l'île d'Hyria, puis à Thèbes, où ils devinrent citoyens grâce à leur amitié avec le roi Penthée.
Polydore, successeur et oncle de Penthée, épousa Nyctéis, fille de Nyctée, dont il eut Labdacos. À la mort de Polydore, son fils étant trop jeune, Nyctée obtint la régence.

## Enlèvement d'Antiope

### SelonApollodore
Antiope, l'autre fille de Nyctée, fut séduite par Zeus, et tomba enceinte. Elle se réfugia à Sicyone après avoir été chassée de Thèbes par son père. Elle y épousa son protecteur, le roi Épopée. Nyctée, désespéré, confia la régence à Lycos et le chargea de punir Épopée et Antiope, puis se donna la mort. Lycos marcha alors sur Sicyone avec son armée, tua Épopée, et captura Antiope.

### SelonPausanias le Périégète
Dans cette version, Épopée enleva Antiope pour l'épouser. Celle-ci paraissait cependant consentante. Pour venger cet affront et récupérer sa fille, Nyctée attaqua Sicyone. Il fut blessé mortellement par Épopée lors de la bataille. Mourant, il fut rapatrié à Thèbes. Avant de succomber à sa blessure, il chargea son frère de le venger. Lycos leva alors une armée encore plus grande que celle de son frère, et se dirigea vers Sycione. Pendant ce temps, le roi Épopée, qui avait été légèrement blessé lors de la bataille contre Nyctée, et qui avait négligé de se faire soigner, était mort. Lamédon, son successeur, donna Antiope à Lycos pour éviter que celui-ci n'attaque la ville.

## Régence
Sur le chemin du retour, près d'Éleuthères, Antiope mit au monde deux jumeaux, que Lycos abandonna. Ils furent trouvés par un bouvier, qui leur donna les noms de Zéthos et Amphion, et qui les éleva. Lycos enferma Antiope. Lui et sa femme Dircé la maltraitèrent continuellement durant des années. Quand Labdacos fut assez grand, il récupéra le trône de Thèbes, mais mourut peu de temps après. Lycos fut à nouveau régent, en attendant que Laïos, le fils de Labdacos, atteigne l'âge adulte.

## Mort
Un jour, Antiope s'échappa miraculeusement de sa prison. Elle fuit, et arriva à la cabane où vivaient Amphion et Zéthos, à qui elle demanda l'hospitalité. Ne la reconnaissant pas, les deux frères la dénoncèrent à Dircé, qui la condamna à mort. Quand Zéthos et Amphion apprirent qu'Antiope était leur mère, ils tuèrent Lycos, et firent subir à Dircé le supplice qu'elle réservait à Antiope : ils l'attachèrent à la queue d'un taureau sauvage, qui la mit en pièces. Ils jetèrent ensuite son cadavre au fond d'une source, qui porte son nom.
Selon Euripide, Dircé et Lycos avaient un fils, lui aussi nommé Lycos.

### Sources
- Pseudo-Apollodore, Bibliothèque [détail des éditions] [lire en ligne] (III, 5, 5 ; III, 10, 1).
- Euripide, La Folie d’Héraclès [détail des éditions] [lire en ligne] (v. 27).
- Hygin, Fables [détail des éditions] [(la) lire en ligne] (VII, VIII).
- Pausanias, Description de la Grèce [détail des éditions] [lire en ligne] (II, 5, 1 à 4 ; IX, 5, 4 et 5).